# Yorkshire Carnegie

Das alte Logo der Leeds Carnegie

Yorkshire Carnegie (offiziell Yorkshire Carnegie Rugby Union, bis 2007 als Leeds Tykes und bis 2014 als Leeds Carnegie bekannt) ist eine englische Rugby-Union-Mannschaft, die in der RFU Championship spielt, der zweiten englischen Liga. Die Heimspiele werden im Headingley Stadium ausgetragen. Yorkshire Carnegie ist Teil des Unternehmens Leeds Rugby Limited, zu dem auch die Rugby-League-Mannschaft Leeds Rhinos gehört. 51 Prozent der Aktien sind im Besitz der Leeds Metropolitan University.

## Geschichte
Die traditionsreichen Vereine aus den Vororten Headingley (gegründet 1877) und Roundhay (gegründet 1924) fusionierten im Jahr 1991 und bildeten den neuen Verein Leeds Rugby Union Football Club. Während seiner ersten Saison spielte der Leeds RUFC in der National Division Three, der vierthöchsten englischen Liga. In der Saison 1997/98 schaffte die Mannschaft den Aufstieg in die zweithöchste Liga, die damalige Premiership Two.
Im Juli 1998 erfolgte eine weitere Fusion, als der Leeds RUFC mit dem Rugby-League-Verein Leeds Rhinos fusionierte. Die Mannschaft hieß nun Leeds Tykes (der Begriff Tyke beschreibt einen typischen Bewohner der Grafschaft Yorkshire). 2001 stieg sie in die Premiership auf. Ihre erste Saison in der höchsten Liga beendeten die Tykes auf dem letzten Platz, der Abstieg blieb ihnen jedoch erspart: Der Erstplatzierte der National Division One, der Rotherham RUFC, wurde nicht in die Premiership aufgenommen, da dessen Stadion deutlich unter der Mindestkapazität lag.
Im Dezember 2003 spielten die Tykes erstmals im europäischen Pokalwettbewerb Heineken Cup, blieben in der Gruppenphase aber chancenlos. 2005 gewannen sie den Powergen Cup; im Finale schlugen sie Bath Rugby überraschend mit 20:12. Ende der Saison 2005/06 stiegen die Tykes in die National Division One ab, ein Jahr später gelang der sofortige Wiederaufstieg. Am 14. Mai 2007 übernahm die Leeds Metropolitan University die Aktienmehrheit von Leeds Rugby Limited. Die Mannschaft nennt sich seither Leeds Carnegie (nach dem Carnegie College, der Sportabteilung der Universität). Allerdings hielt sie sich nur während einer Saison in der obersten Spielklasse. In der darauf folgenden Spielzeit gelang der sofortige Wiederaufstieg.
Im Februar 2014 wurde der Plan vorgestellt, den Verein von Leeds Carnegie in Yorkshire Carnegie umzubenennen, Im Juli des Jahres wurde der Namenswechsel vollzogen.

## Erfolge
- Sieger Powergen Cup: 2005
- Meister National Division One: 2001, 2007, 2009
- Halbfinalist European Shield: 2005

## Bekannte ehemalige Spieler
| - Diego Albanese (Argentinien) - Iain Balshaw - Pablo Bouza (Argentinien) - Gordon Bulloch (Schottland) - Danny Care - Dan Crowley (Australien) - Phil Davies (Wales) - Simon Easterby (Irland) - Andy Gomarsall - Justin Marshall (Neuseeland) - Aaron Persico (Italien) | - Henry Paul (Neuseeland) - Alix Popham (Wales) - Mark Regan - Gordon Ross (Schottland) - Wendell Sailor (Australien) - Martin Schusterman (Argentinien) - André Snyman (Südafrika) - Tim Stimpson - Andy Tuilagi (Samoa) - Apolosi Satala (Fiji) - Fosi Pala'amo (Samoa) |